# دیوید فیلدهاوس
دیوید کنت فیلدهاوس  (به انگلیسی: David Kenneth Fieldhouse) (FBA) (7 ژوئن 1925 - 28 اکتبر 2018) یک مورخ انگلیسی امپراتوری بریتانیا بود. فیلد هاوس از والدین مامورین در موسوري شمال هند متولد شد. او برای تحصیل در دان کلوز مدرسه، چلنتنهم، از سال ۱۹۳۸ تا ۱۹۴۳ به انگلستان فرستاده شد. فیلدهاوس سپس خدمت دریایی را تکمیل کرد، قبل از اینکه در کالج ملکه، آکسفورد تاریخ بخواند.

## کتابشناسی برگزیده
- "'Imperialism': An Historiographical Revision1." Economic History Review (1961) 14#2 pp: 187–209. online
- Colonial Empires: A Comparative Survey from the Eighteenth Century (1966)
- Economics and Empire, 1830–1914 (1973)
- Colonialism, 1870–1945: An Introduction (1981)
- "Can Humpty‐Dumpty be put together again? Imperial history in the 1980s." The Journal of Imperial and Commonwealth History (1984) 12#2 pp: 9-23. online
- Black Africa, 1945–80: Economic Decolonization & Arrested Development (1986)
- Merchant Capital and Economic Decolonization: The United Africa Company, 1929-87 (1994)
- The West and the Third World: Trade, Colonialism, Dependence and Development (Oxford: Blackwell, 1999)
- Western Imperialism in the Middle East, 1914–1958 (2006)